# Пежо тип 63
Пежо тип 63 (фр. Peugeot Type 63) је био аутомобил произведен 1904. од стране француског произвођача аутомобила Пежо у њиховој фабрици у Оданкуру. У тој години је произведено 136 јединица. Произведен је као касна замена за Пежо тип 36 са већим унуташњим простором од свих конкурената.
Аутомобил је покретао четворотактни, двоцилиндрични мотор снаге 7 КС и запремине 1078 cm³. Мотор је постављен напред и преко карданског преноса давао погон на задње точкове.
Тип 63 је произведен у две варијанте 63 А и 63 Б које су се разликовале у међуосовинском растојању је 2100 мм код 63 А и 2400 мм код 63 Б са размаком точкова од 1260 мм. Каросерија је типа отворене кочије (tonneau) касније познат као торпедо и купе-лимузина у то време као мала затворена кочија са мотором уместо коња са простором за четири до пет особа.

## Галерија
- Пежо тип 63 из 1904. год.